# Biljana
Biljana je naselje v Goriških Brdih, ki upravno spada v Občino Brda.
Biljana leži na griču ob cesti, ki se 1 km severno od naselja odcepi od lokalne ceste Šmartno - Dobrovo.
Župnijska cerkev sv. Mihaela se v starih zapisih prvič omenja 1233. Zvezdasto obokani prezbiterij je bil zgrajen 1534, sicer pa cerkev krasi baročna oprema.

## Filmografija
Biljana je bila ena od glavnih lokacij snemanja priljubljene slovenske televizijske nanizanke Ena žlahtna štorija.